# Jorgelina Cravero
Jorgelina Cravero (ur. 23 stycznia 1982 w San Francisco) – argentyńska tenisistka.
W swojej tenisowej karierze wygrała piętnaście turniejów cyklu ITF w grze singlowej i trzydzieści cztery w deblu. W rozgrywkach WTA nie odniosła jak większych sukcesów. Najwyższą pozycję w rankingu WTA osiągnęła 10 września 2007, miejsce 106.
W 2007, na Igrzyskach Panamerykańskich w Rio de Janeiro, w parze z Betiną Jozami zdobyła złoty medal w grze podwójnej.
W latach 2007–2010 reprezentowała swój kraj w rozgrywkach Fed Cup.

## Wygrane turnieje rangi ITF
| turnieje z pulą nagród 100 000 $ |
| turnieje z pulą nagród 75 000 $  |
| turnieje z pulą nagród 50 000 $  |
| turnieje z pulą nagród 25 000 $  |
| turnieje z pulą nagród 15 000 $  |
| turnieje z pulą nagród 10 000 $  |

### Gra pojedyncza
|     | Data       | Turniej            | ($)    | Naw.   | Finalistka            | Wynik               |
| 1.  | 07/05/2000 | Itajaí             | 10 000 | twarda | Natalia Garbellotto   | 6:3, 6:3            |
| 2.  | 29/07/2001 | Puerto Ordaz       | 10 000 | twarda | Stephanie Schaer      | 6:2, 2:6, 6:1       |
| 3.  | 19/08/2001 | La Paz             | 10 000 | ziemna | Carla Tiene           | 6:3, 6:3            |
| 4.  | 06/09/2003 | Asunción           | 10 000 | ziemna | Carla Tiene           | 6:1, 6:3            |
| 5.  | 31/10/2004 | Los Mochis         | 10 000 | ziemna | Micaela Moran         | 6:2, 6:1            |
| 6.  | 16/10/2005 | Tucuman            | 10 000 | ziemna | Estefania Craciun     | 6:1, 4:6, 6:4       |
| 7.  | 23/10/2005 | Asunción           | 10 000 | ziemna | Estefania Craciun     | 6:4, 7:6(7)         |
| 8.  | 08/04/2006 | Coatzacoalcos      | 25 000 | twarda | Estefania Craciun     | 7:5, 6:1            |
| 9.  | 21/05/2006 | Palm Beach Gardens | 25 000 | ziemna | Rossana de los Ríos   | 6:2, 6:4            |
| 10. | 15/10/2006 | Saltillo           | 25 000 | twarda | Frederica Piedade     | 6:2, 6:2            |
| 11. | 22/10/2006 | Victoria           | 25 000 | twarda | Stella Menna          | 6:2, 6:1            |
| 12. | 05/11/2006 | Santa Cruz         | 25 000 | ziemna | Hana Šromová          | 6:1, 6:7(5), 7:6(5) |
| 13. | 17/06/2007 | Marsylia           | 50 000 | ziemna | Stéphanie Cohen-Aloro | 6:2, 6:4            |
| 14. | 03/08/2008 | Campos do Jordão   | 25 000 | twarda | Florencia Molinero    | 6:3, 6:2            |
| 15. | 11/06/2011 | Rosario            | 10 000 | ziemna | Vanesa Furlanetto     | 4:6, 6:3, 6:4       |